# Teucrium depressum
Teucrium depressum är en kransblommig växtart som beskrevs av John Kunkel Small. Teucrium depressum ingår i släktet gamandrar, och familjen kransblommiga växter. Inga underarter finns listade i Catalogue of Life.